# Ронжин, Андрей Миронович
Андрей Миронович Ронжин (23 октября [5 ноября] 1911, Котельничский уезд, Вятская губерния — 28 февраля 1995) — советский хозяйственный и партийный деятель, Герой Социалистического Труда.

## Биография
Родился в 1911 году в деревне Лукины в русской семье.
В 1929 году окончил семилетнюю школу. С 1930 года работал механиком сельхозкоммуны имени Сталина, инспектором по заготовкам, заведовал сельским клубом.
С 1939 года работал в Котельниче: председатель рабочего комитета, затем — директор фабрики имени 1-й пятилетки. С 1939 года — секретарь Котельничского райкома ВЛКСМ. В 1940 году принят в ВКП(б).
В июле 1941 года призван в РККА; с октября 1941 — в боях Великой Отечественной войны: политрук роты, инструктор политотдела, заместитель командира батальона 53-й отдельной стрелковой бригады (4-я армия, Ленинградский и Волховский фронты), командир батальона 934-го стрелкового полка (42-я армия, Прибалтийский фронт). Был трижды ранен, дважды контужен; удостоен боевых наград.
После демобилизации — военком Пижанского района, затем — секретарь Котельничского райкома ВКП(б); с 1949 года — директор хлебокомбината, управляющий отделением торга.
С 9 марта 1954 по 1990 год — председатель колхоза «Искра» Котельничского района Кировской области. Внедрил интенсивный откорм скота, межпородное скрещивание животных; создал спецотделение «Сельхозтехника» (позднее «Сельхозхимия»). Урожайность зерновых выросла до 30 и более центнеров с гектара.
Указом Президиума Верховного Совета СССР от 24 апреля 1958 года присвоено звание Героя Социалистического Труда с вручением ордена Ленина и золотой медали «Серп и Молот».
Избирался депутатом (от Кировской области) Верховного Совета РСФСР 5-го (1959—1963) и 7-го (1967—1971) созывов и Кировского областного Совета депутатов трудящихся. Делегат XXIII съезда КПСС (1966), 3-го Всесоюзного съезда колхозников (1969). Член Всероссийского совета колхозов.
Умер 28 февраля 1995 года. Похоронен в Котельниче на кладбище Шестаки.

## Награды
- орден Красной Звезды (14.2.1944)[6]
- орден Отечественной войны 1-й (5.9.1944)[7] и 2-й (2.8.1944[8], 11.3.1985) степеней
- орден Красного Знамени (11.2.1945)[9]
- Герой Социалистического Труда (орден Ленина и медаль «Серп и Молот»; 24.4.1958) — за выдающиеся успехи, достигнутые в деле развития сельского хозяйства по производству зерна, картофеля, льна, мяса, молока и других продуктов сельского хозяйства, и внедрение в производство достижений науки и передового опыта
- орден Ленина (20.3.1966)
- орден Октябрьской Революции (8.4.1971)
- орден Трудового Красного Знамени (11.12.1973)
- орден Дружбы народов (29.8.1986)
- медали, в том числе:
  - «За оборону Ленинграда» (11.05.1943)[10][11]
  - «За трудовую доблесть» (25.12.1959)
  - 6 медалей ВДНХ СССР
- знак «Отличник народного просвещения» (1975)
- знак «За активную работу в обществе охраны памятников истории и культуры» (1977)
- Заслуженный работник сельского хозяйства РСФСР (21.9.1981)
- знак «За заслуги в развитии физической культуры и спорта» (1982)
- Почётный гражданин города Котельнич (15.6.1989), Котельничского района (25.6.2014)[3]

## Память
Имя А. М. Ронжина носят:
- улица в пос. Ленинская Искра (Котельничский район)
- Музей истории крестьянства (п. Ленинская Искра)[3].

## Комментарии
1. ↑  Деревня Лукины, относившаяся к Синцовской, в 1920-е годы — к Круглыжской волости Котельничского уезда, в последующем входила в состав 2-го Ульяновского сельсовета[1] Свечинского района Кировской области; не сохранилась[2].